# Court of Appeal (Irland)
Koordinaten: 53° 20′ 45,4″ N, 6° 16′ 30,2″ W
Der Court of Appeal (irisch An Chúirt Achomhairc) ist das Appellationsgericht der Republik Irland in Zivil- und Strafsachen. Er wurde 2014 geschaffen und löste den Court of Criminal Appeal und den Courts-Martial Appeal Court ab und übernahm die Revisionsfälle aus dem Gerichtszweig des High Court, die ursprünglich zum Supreme Court führten. Seine Arbeit nahm er am 28. Oktober 2014 auf. 

## Sitz
Das Gericht hat seinen Sitz im Áras Uí Dhálaigh am Inns Quay bei den Four Courts. 

## Struktur
Geschaffen wurde das Gericht auf der Grundlage des 33. Zusatzes zur Verfassung von Irland, die 2013 durch ein Referendum bestätigt wurde. Die Richter werden durch die Regierung vorgeschlagen und durch den Präsidenten eingesetzt. Die maximale Anzahl an Richtern beträgt 17 (ursprünglich 9, dann 15) – hinzu kommen der Präsident des High Court und der Präsident des Supreme Court, die beide von Amts wegen Richter des Appellationsgerichts sind. 
Seit Juli 2024 ist Caroline Costello Präsidentin des Court of Appeal. Ihr gingen George Birmingham und Sean Ryan vor.

### Präsidenten
| Name              | Amtszeit   |
| ----------------- | ---------- |
| Seán Ryan         | 2014–2018  |
| George Birmingham | 2018–2024  |
| Caroline Costello | 2024–heute |